# Đảng Công minh
Đảng Công minh (公明党, Kōmeitō) trước đây là Tân Công minh đảng là chính đảng trung gian đến trung hữu bảo thủ ở Nhật Bản, do tục giới của phong trào tôn giáo mới của Phật giáo là Soka Gakkai thành lập, có chân trong chính phủ liên minh hiện tại từ năm 2012 đến nay.

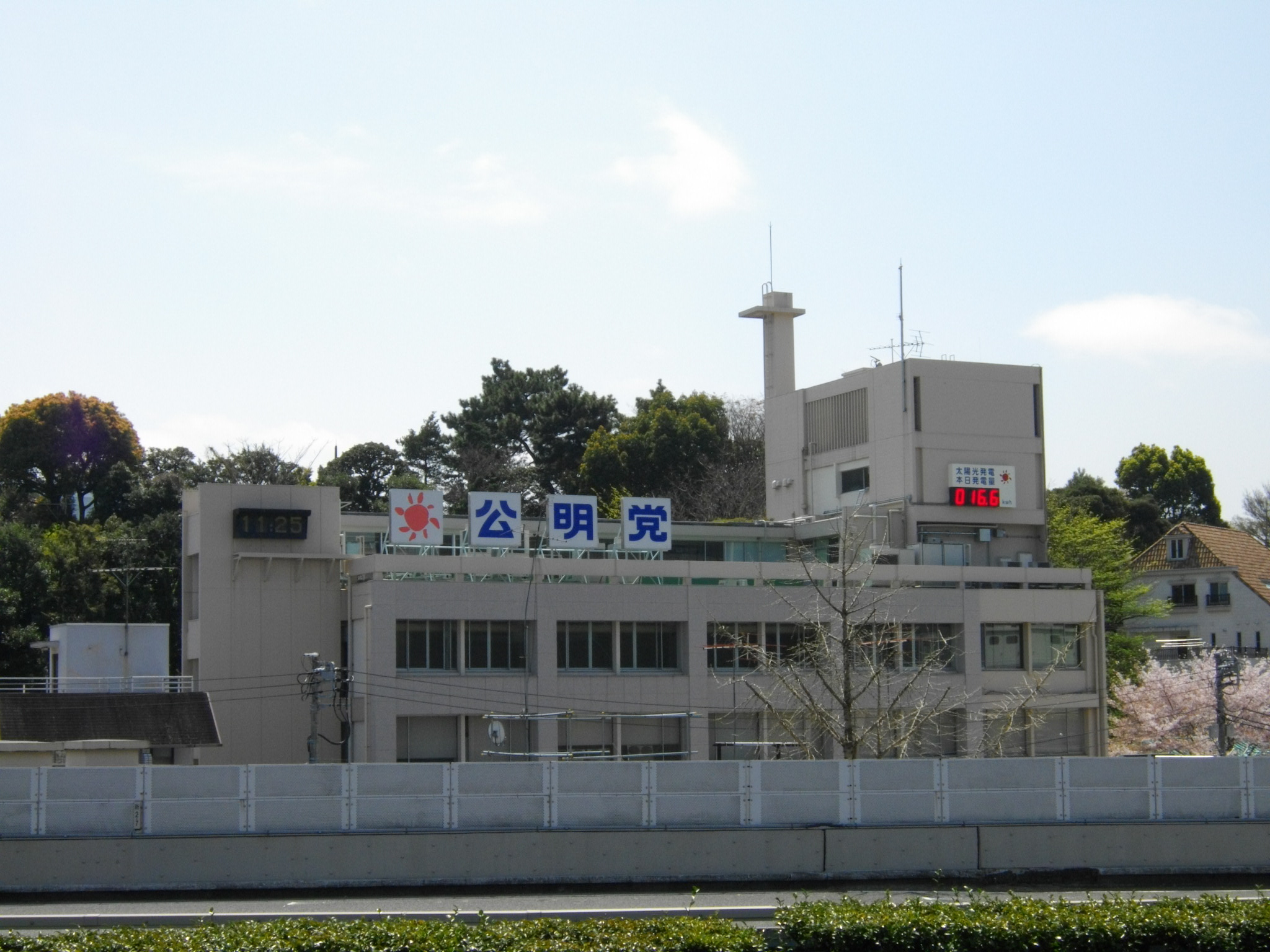
Trụ sở Đảng Công minh

## Đường lối
Sứ mệnh tự xưng của Đảng Công minh là tiên phong "chính trị dân bản, noi theo chủ nghĩa nhân đạo tôn trọng và chăm sóc nhân mạng hết sức". Ngày 24 tháng 4 năm 2019 nhờ nỗ lực chung cùng Đảng Dân chủ Tự do mà dự luật yêu cầu bồi thường, chính phủ chính thức xin lỗi các nạn nhân tuyệt dục do Luật Ưu sinh Quốc dân thông qua được, xúc tiến nhận thức nhân quyền sau các vụ kiện tụng về ưu sinh ở Nhật Bản.
Trong nước đảng đề nghị cắt giảm chính phủ trung ương cùng bộ máy quan liêu, tăng minh bạch trong công vụ và cho các huyện được tự trị hơn, ngành tư doanh được vai trò lớn hơn. Theo đúng đường lối công vụ minh bạch nên từ tháng 9 năm 2016 đảng tiến hành phân tích độc lập các ô nhiễm môi trường có thể của dự án chợ Toyosu, sau chính thức nêu lo ngại trong phiên họp Nghị Hội Đô Tōkyō ngày 5 tháng 10 năm 2016; Thị trưởng Tōkyō mới bổ nhiệm Koike Yuriko phản ứng đưa ra các hình phạt kỷ luật có thể cho những người phụ trách dự án.
Đối với chính sách ngoại giao đảng muốn loại trừ vũ khí hạt nhân và đại khái xung đột vũ trang, nhưng tháng 7 năm 2015 thì lại ủng hộ nỗ lực khuếch trương quân quyền của Thủ tướng Abe Shinzō, dù có tác dụng điều tiết. Học giả tôn giáo kiêm nhà phân tích chính trị Satō Masaru giải thích Nhật sau chiến có hai chính đảng quan trọng là Đảng Dân chủ Tự do, đại diện quyền lợi tài chính, các tập đoàn lớn và Đảng Xã hội Nhật Bản bảo vệ quyền lợi công đoàn, giai cấp lao động. Những người như chủ tiệm, người nội trợ không có ai đứng lên thay mặt, tới khi Đảng Công minh xuất hiện thì chỉ biết đứng bên lề.

### Quan hệ vớiSáng Giá Học Hội
Sau khi chính thức tách biệt với Sáng Giá Học Hội và sửa đổi đường lối lẫn điều lệ năm 1970 để phản ánh "khuynh hướng thế tục",:117 Đảng Công Minh coi là "cử tri bầu cử quan trọng." Tuy nhiên giới quan sát vẫn mô tả đảng là "cánh chính trị" của tổ chức và mối quan hệ bị chỉ trích là vi phạm nguyên tắc chính giáo phân ly trong Điều 20 Hiến pháp Nhật Bản. Hiện tại thì lãnh đạo, tài chính hai nhóm cho là độc lập,:123–27 đôi khi có làm các cuộc họp liên lạc đặc điểm là tính thông tin, giới truyền thông được dự vào. Vô số nhóm tôn giáo Nhật đã thành lập đảng, nhưng theo học giả thống kê Petter Lindgren thì "không ai thành công hơn Sáng Giá Học Hội." Bất kể bao nhiêu tác giả nhai lại hình ảnh thập niên 60 của đảng là chỉ dành cho học viên Sáng Giá (ví dụ Baerwald, 1986; Stockwin, 1989; Richardson, 1998; Curtis, 1999; Yoshikawa, 1999; Sado, 2005), các học giả tìm hiểu kĩ hơn đều biết rõ tính riêng biệt phổ biến của đảng là không chính xác: các đảng viên chỉ chiếm một nửa sự ủng hộ bầu cử của Đảng Công minh.

### Cơ quan ngôn luận
Cơ quan ngôn luận đảng là Báo Công Minh, do Ủy ban Giấy tờ Cơ quan Công minh xuất bản, cũng từng có bản Hokkaidō địa khu trong quá khứ.

## Lịch sử

### Đối lập trước năm 1993
Năm 1961, đảng bắt đầu là Liên minh Liêm Chính Chính trị, tổ chức hội nghị khai mạc làm Công Minh Đảng ngày 17 tháng 11 năm 1964. Ba chữ 公明党 có nghĩa là "không có riêng tư" (公, kō), "không mờ ám" (明, mei) và "chính đảng" (党, tō), nên từ "kōmei" (公明) thường hiểu là "công lý" hay "công bằng". Tiền nhiệm cũng tên Công Minh Đảng, thành lập năm 1962, nhưng chỉ đến năm 1998 thì hết; ban đầu năm 1954 là Liên Minh Chính Trị Công Minh.
Năm 1957 một nhóm thành viên Ban Người Trẻ vận động cho ứng viên Sáng Giá Học Hội trong cuộc bầu cử đặc biệt thượng viện Ōsaka bị bắt vì phân phát tiền, thuốc lá và caramen ở khu cư trú người ủng hộ vi phạm luật bầu cử. Ngày 3 tháng 7 cùng năm Ikeda Daisaku bị bắt ở Ōsaka có tư cách là Chánh Văn phòng Ban Thanh niên Sáng Giá Học Hội vì coi sóc các hoạt động vi phạm luật bầu cử, ngồi tù hai tuần, ra tòa 48 lần trước khi được giải tội tháng 1 năm 1962, kỷ niệm là "Sự Kiện Ōsaka".
Năm 1968, 14 đảng viên bị định tội làm giả phiếu bầu vắng mặt ở Shinjuku, tám phải đi tù vì gian lận bầu cử. Trong thập niên 60 bị chỉ trích nhiều vì vi phạm nguyên tắc chính giáo phân ly, tháng 2 năm 1970 cả ba chủ báo Nhật đều xuất bản xã luận yêu cầu tái tổ Đảng Công Minh; sau cùng đảng phân rã sau khi hứa tách biệt với Sáng Giá Học Hội.
Thập niên 80 tờ Báo Cờ Đỏ phát hiện nhiều hội viên Sáng Giá Học Hội đang thưởng quà người quen để lấy phiếu cho Đảng Công Minh và cư dân Okinawa đổi địa chỉ để bầu cho chính khách của đảng.

### Chính phủ liên minh phản Đảng Tự Dân: 1993-1994
Đảng Công Minh gia nhập nội các liên minh chống Đảng Tự Dân của Hata cùng Hosokawa năm 1993 và 1994, sau khi chính quyền chống Tự Dân, Cộng Sản (非自民・非共産連立政権) sụp đổ và các cải cách bầu cử, tài chính tranh cử năm 1994 thì phân tách tháng 12 cùng năm: "Công Minh Tân Đảng" (公明新党, Kōmei Shintō) vào Đảng Tân Tiến vài ngày sau nỗ lực thống nhất phe đối lập vụn vặt, còn nhóm Công Minh (公明) còn lại tiếp tục hoạt động như đảng riêng. Sau khi Tân Tiến giải tán tháng 12 năm 1997, các cựu đảng viên Đảng Công Minh lập hai nhóm mới là "Tân Đảng Bình Hòa" (新党平和, Shintō Heiwa) và "Câu Lạc Bộ Lê Minh (黎明クラブ, Reimei Club) ở Tham Nghị Viên, nhưng vài chính khách cựu Công Minh như Shōzō Azuma thì theo Ichirō Ozawa gia nhập Đảng Tự Do. Vài tuần sau Lê Minh sát nhập vào Bình Hòa tháng 1 năm 1998, cuối cùng tháng 11 cùng năm Công Minh cùng Tân Đảng Bình Hòa kết hợp tái lập Đảng Công Minh.
Năm 1999 kỳ san Japan Echo khẳng định Sáng Giá Học Hội đã phân phát tờ rơi cho các nhánh địa phương mô tả cách lạm dụng hệ thống đăng ký cư trú trú dân phiếu để ạo số lượng phiếu lớn cho ứng viên Công Minh ở các khu nhất định.

### Liên minh với Đảng Dân chủ Tự do từ năm 1999 đến nay

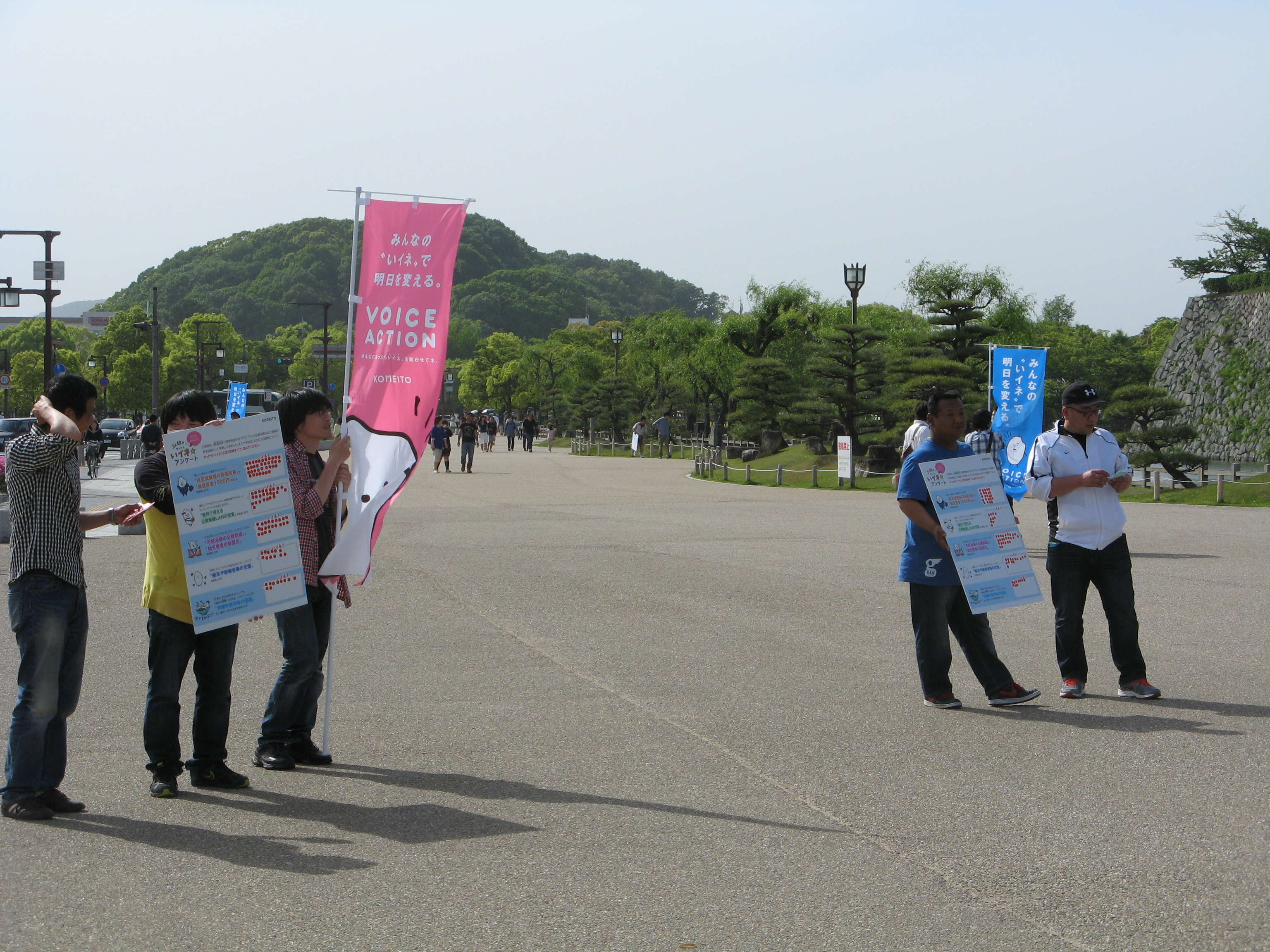
Các nhà hoạt động Đảng Công Minh vận động tranh cử trước Lâu Đài Himeji.

Đảng trung gian hơn và bảo thủ hiện tại thành lập năm 1998 từ Công Minh cùng Tân Đảng Bình Hòa kết hợp thành, sau liên minh với Đảng Dân chủ Tự do cầm quyền cần Công minh để giữ đa số trong Quốc hội. Trong cuộc bầu cử năm 2000 và 2001, đảng có kết quả tốt.
Tháng 10 năm 1999 liên minh Tự dân-Tự oo khuếch trương bao hàm luôn Tân Công minh đảng đã luôn—và tiếp tục—liên minh trong chính phủ từ năm 1999, ngoại trừ thời gian 2009-2011 khi Đảng Dân Chủ cầm quyền. Vậy nên đảng tán thành tu chính án tạm thời cho phép Nhật Bản giúp đỡ cuộc xâm lược Iraq năm 2003.
Trong các cuộc bầu cử Quốc hội năm 2003 và 2004 đảng có kết quả tốt nhờ cơ sở cử tri rất tổ chức, đầy nhiệt tâm từ Sáng Giá Học Hội. Cơ sở ủng hộ gồm các quan liêu bàn giấy cùng dân số nông thôn, đảng chia sẻ với Tự Dân, nhưng cũng thêm được từ các lãnh đạo tôn giáo. Nhưng ngày 27 tháng 7 năm 2005, Tổng Thư ký nói sẽ cân nhắc liên minh nếu Đảng Dân chủ nếu thắng đa số ở Chúng Nghị viện, ngày 8 tháng 8 năm 2005 bị Thủ tướng đương thời Koizumi Junichirō vì vài đảng viên Tự Dân phản đối tư hữu hóa Bưu chính Nhật Bản; liên minh Tự Dân-Tân Công minh nắm quyền thắng lớn trong cuộc bầu cử Chúng Nghị viện năm 2005.
Ngày 8 tháng 9 năm 2009, Yamaguchi Natsuo trở thành chủ tịch thay Ota Akihiro sau khi đảng cùng Tự Dân đại bại trong cuộc bầu cử Chúng Nghị viện năm 2009, đi đối lập lần đầu tiên từ năm 1999. Tân Công Minh mất mười ghế, bao gồm của Chủ tịch đảng Ota cùng Tổng Thư ký Kitagawa Kazuo .
Trong cuộc bầu cử Chúng Nghị viện ngày 16 tháng 12 năm 2012 liên minh Tự Dân/Công Minh giành được siêu đa số quay lại cầm quyền. Cựu Chủ tịch đảng Ota Akihiro hiện tại là Bộ trưởng Đất đai, Cơ sở Hạ tầng, Giáo thông và Du lịch. Trong cuộc bầu cử năm 2014 đảng cũng giành được thêm ghế, tháng 9 cùng năm xóa từ "New" khỏi tên tiếng Anh New Komeito.
Tháng 7 năm 2015, Công minh tán thành thủ tướng Abe Shinzō xuất tiến luật có Hoa Kỳ ủng hộ "cho quân đội Nhật quyền hữu hạn để đi đánh trong các xung đột nước ngoài lần đầu tiên kể từ Thế chiến thứ hai", cho phép luôn "Tự vệ đội hợp tác chặt chẽ hơn với Mỹ bằng cách giúp đỡ hậu cần, cung cấp dự bị vũ trang trong trường hợp nhất định" và "bổ sung các chỉ dẫn trong hiệp định song phương về quân Nhật Mỹ nên hoạt động ra sao, hai nước ký" đầu năm 2015.
Ngày 11 tháng 3 năm 2019 nhóm dự án của Công minh đệ trình Bộ trưởng Ngoại giao Kōno Tarō đề nghị làm hiệp định quốc tế quy định vũ khí cơ giới, kêu gọi Nhật Bản xây dựng đồng thuận toàn cầu cho "tuyên bố chính trị hoặc chuẩn tắc hành vi" trong khuôn khổ của Công ước Vũ khí Thường quy Nhất định.
Năm 2021, đảng tiếp tục cùng với Tự Dân chiếm đa số ghế tại Chúng Nghị viện. Năm 2022, cuộc bầu cử Tham Nghị viện cũng giữ nguyên vị trí liên minh cầm quyền khi chỉ mất 1 ghế.

## Chủ tịch
| Công Minh Đảng     |  |                     |                      |                     |
| 1                  |  | Harashima Kōji      | 17 tháng 11 năm 1964 | 9 tháng 12 năm 1964 |
| 2                  |  | Tsuji Takehisa      | 9 tháng 12 năm 1964  | 13 tháng 2 năm 1967 |
| 3                  |  | Takeiri Yoshikatsu  | 13 tháng 2 năm 1967  | 5 tháng 12 năm 1986 |
| 4                  |  | Yano Junya          | 5 tháng 12 năm 1986  | 21 tháng 5 năm 1989 |
| 5                  |  | Ishida Kōshirō      | 21 tháng 5 năm 1989  | 5 tháng 12 năm 1994 |
| Công Minh Tân Đảng |  |                     |                      |                     |
| 1                  |  | Ishida Kōshirō      | 5 tháng 12 năm 1994  | 9 tháng 12 năm 1994 |
| Công Minh          |  |                     |                      |                     |
| 1                  |  | Fujii Tomio         | 5 tháng 12 năm 1994  | 18 tháng 1 năm 1998 |
| 2                  |  | Hamayotsu Toshiko   | 18 tháng 1 năm 1998  | 7 tháng 11 năm 1998 |
| Tân Đảng Bình Hòa  |  |                     |                      |                     |
| 1                  |  | Kanzaki Takenori    | 4 tháng 1 năm 1998   | 7 tháng 11 năm 1998 |
| Lê Minh Câu Lạc Bộ |  |                     |                      |                     |
| 1                  |  | Shirahama Kazuyoshi | 4 tháng 1 năm 1998   | 18 tháng 1 năm 1998 |
| Tân Công Minh Đảng |  |                     |                      |                     |
| 1                  |  | Kanzaki Takenori    | 7 tháng 11 năm 1998  | 30 tháng 9 năm 2006 |
| 2                  |  | Ota Akihiro         | 30 tháng 9 năm 2006  | 8 tháng 9 năm 2009  |
| 3                  |  | Yamaguchi Natsuo    | 8 tháng 9 năm 2009   | 25 tháng 9 năm 2014 |
| Đảng Công minh     |  |                     |                      |                     |
| 1                  |  | Yamaguchi Natsuo    | 25 tháng 9 năm 2014  | 28 tháng 9 năm 2024 |
| 2                  |  | Ishii Keiichi       | 28 tháng 9 năm 2024  | 9 tháng 11 năm 2024 |
| 3                  |  | Saitō Tetsuo        | 9 tháng 11 năm 2024  | Đương nhiệm         |

## Kết quả bầu cử

### Bầu cử Chúng Nghị Viện
| Bầu cử                               | Chủ tịch               | Số ghế thắng           | Số phiếu tuyển khu     | % phiếu tuyển khu      | Số phiếu Khối đại biểu tỷ lệ       | % phiếu Khối đại biểu tỷ lệ | Cầm quyền/đối lập                 |                        |
| Thời kỳ Công minh đảng               | Thời kỳ Công minh đảng | Thời kỳ Công minh đảng | Thời kỳ Công minh đảng | Thời kỳ Công minh đảng | Thời kỳ Công minh đảng             | Thời kỳ Công minh đảng      | Thời kỳ Công minh đảng            | Thời kỳ Công minh đảng |
| ------------------------------------ | ---------------------- | ---------------------- | ---------------------- | ---------------------- | ---------------------------------- | --------------------------- | --------------------------------- | ---------------------- |
| 1967                                 | Tsuji Takehisa         | 25 / 486               | 2,472,371              | 5.4%                   |                                    |                             | Đối lập                           |                        |
| 1969                                 | Takeiri Yoshikatsu     | 47 / 486               | 5,124,666              | 10.9%                  | Đối lập                            |                             |                                   |                        |
| 1972                                 | Takeiri Yoshikatsu     | 29 / 491               | 4,436,755              | 8.5%                   | Đối lập                            |                             |                                   |                        |
| 1976                                 | Takeiri Yoshikatsu     | 55 / 511               | 6,177,300              | 10.9%                  | Đối lập                            |                             |                                   |                        |
| 1979                                 | Takeiri Yoshikatsu     | 57 / 511               | 5,282,682              | 9.78%                  | Đối lập                            |                             |                                   |                        |
| 1980                                 | Takeiri Yoshikatsu     | 33 / 511               | 5,329,942              | 9.03%                  | Đối lập                            |                             |                                   |                        |
| 1983                                 | Takeiri Yoshikatsu     | 58 / 511               | 5,745,751              | 10.12%                 | Đối lập                            |                             |                                   |                        |
| 1986                                 | Takeiri Yoshikatsu     | 56 / 512               | 5,701,277              | 9.43%                  | Đối lập                            |                             |                                   |                        |
| 1990                                 | Ishida Kōshirō         | 45 / 512               | 5,242,675              | 7.98%                  | Đối lập                            |                             |                                   |                        |
| 1993                                 | Ishida Kōshirō         | 51 / 511               | 5,114,351              | 8.14%                  | Liên minh cầm quyền (đến năm 1994) |                             |                                   |                        |
| 1993                                 | Ishida Kōshirō         | 51 / 511               | 5,114,351              | 8.14%                  | Đối lập (từ năm 1994)              |                             |                                   |                        |
| Thời kỳ phái Công minh Đảng Tân tiến |                        |                        |                        |                        |                                    |                             |                                   |                        |
| 1996                                 | Komei chia bè cánh     | 42 / 511               | xem Đảng Tân Tiến      | xem Đảng Tân Tiến      | xem Đảng Tân Tiến                  | xem Đảng Tân Tiến           | Đối lập (đến năm 1998)            |                        |
| 1996                                 | Komei chia bè cánh     | 42 / 511               | xem Đảng Tân Tiến      | xem Đảng Tân Tiến      | xem Đảng Tân Tiến                  | xem Đảng Tân Tiến           | Liên minh cầm quyền (từ năm 1998) |                        |
| Thời kỳ Tân Công minh đảng           |                        |                        |                        |                        |                                    |                             |                                   |                        |
| 2000                                 | Kanzaki Takenori       | 31 / 480               | 1,231,753              | 2.02%                  | 7,762,032                          | 12.97%                      | Liên minh cầm quyền               |                        |
| 2003                                 | Kanzaki Takenori       | 34 / 480               | 886,507                | 1.49%                  | 8,733,444                          | 14.78%                      | Liên minh cầm quyền               |                        |
| 2005                                 | Kanzaki Takenori       | 31 / 480               | 981,105                | 1.4%                   | 8,987,620                          | 13.3%                       | Liên minh cầm quyền               |                        |
| 2009                                 | Ota Akihiro            | 21 / 480               | 782,984                | 1.11%                  | 8,054,007                          | 11.45%                      | Đối lập                           |                        |
| 2012                                 | Yamaguchi Natsuo       | 31 / 480               | 885,881                | 1.49%                  | 7,116,474                          | 11.90%                      | Liên minh cầm quyền               |                        |
| Thời kỳ Đảng Công minh               |                        |                        |                        |                        |                                    |                             |                                   |                        |
| 2014                                 | Yamaguchi Natsuo       | 35 / 475               | 765,390                | 1.45%                  | 7,314,236                          | 13.71%                      | Liên minh cầm quyền               |                        |
| 2017                                 | Yamaguchi Natsuo       | 29 / 465               | 832,453                | 1.50%                  | 6,977,712                          | 12.51%                      | Liên minh cầm quyền               |                        |
| 2021                                 | Yamaguchi Natsuo       | 32 / 465               | 872,931                | 1.52%                  | 7,114,282                          | 12.38%                      | Liên minh cầm quyền               |                        |
| 2024                                 | Ishii Keichi           | 24 / 465               | 730,401                | 1.35%                  | 5,964,415                          | 10.93%                      | Thiểu số cầm quyền                |                        |

### Bầu cử Tham Nghị Viện
| Bầu cử                       | Chủ tịch                     | Số ghế tổng cộng             | Số ghế thắng                 | Số phiếu Toàn quốc từ năm 1983: # phiếu Tỷ Lệ | % phiếu Toàn quốc từ năm 1983: % phiếu Tỷ Lệ | Số phiếu tỉnh                | % phiếu tỉnh                 | Đa số/thiểu số                    |
| Thời kỳ trước Công minh đảng | Thời kỳ trước Công minh đảng | Thời kỳ trước Công minh đảng | Thời kỳ trước Công minh đảng | Thời kỳ trước Công minh đảng                  | Thời kỳ trước Công minh đảng                 | Thời kỳ trước Công minh đảng | Thời kỳ trước Công minh đảng | Thời kỳ trước Công minh đảng      |
| ---------------------------- | ---------------------------- | ---------------------------- | ---------------------------- | --------------------------------------------- | -------------------------------------------- | ---------------------------- | ---------------------------- | --------------------------------- |
| 1962                         | Harashima Kōji               | 15 / 250                     | 9 / 125                      | 4,124,269                                     | 11.5%                                        | 958,179                      | 2.6%                         | Thiểu số                          |
| Thời kỳ Công minh đảng       |                              |                              |                              |                                               |                                              |                              |                              |                                   |
| 1965                         | Tsuji Takehisa               | 20 / 251                     | 11 / 125                     | 5,097,682                                     | 13.7%                                        | 1,910,975                    | 5.1%                         | Thiểu số                          |
| 1968                         | Takeiri Yoshikatsu           | 24 / 250                     | 7 / 125                      | 6,656, 771                                    | 15.5%                                        | 2,632,528                    | 6.1%                         | Thiểu số                          |
| 1971                         | Takeiri Yoshikatsu           | 22 / 249                     | 10 / 125                     | 5,626,293                                     | 14.1%                                        | 1,391,855                    | 3.5%                         | Thiểu số                          |
| 1974                         | Takeiri Yoshikatsu           | 24 / 250                     | 14 / 125                     | 6,360,419                                     | 12.1%                                        | 6,732,937                    | 12.6%                        | Thiểu số                          |
| 1977                         | Takeiri Yoshikatsu           | 25 / 249                     | 14 / 125                     | 7,174,459                                     | 14.2%                                        | 3,206,719                    | 6.1%                         | Thiểu số                          |
| 1980                         | Takeiri Yoshikatsu           | 26 / 250                     | 12 / 125                     | 6,669,387                                     | 11.9%                                        | 2,817,379                    | 4.9%                         | Thiểu số                          |
| 1983                         | Takeiri Yoshikatsu           | 27 / 252                     | 14 / 126                     | 7,314,465                                     | 15.7%                                        | 3,615,995                    | 7.8%                         | Thiểu số                          |
| 1986                         | Takeiri Yoshikatsu           | 24 / 252                     | 10 / 126                     | 7,438,501                                     | 12.97%                                       | 2,549,037                    | 4.40%                        | Thiểu số                          |
| 1989                         | Ishida Kōshirō               | 21 / 252                     | 11 / 126                     | 6,097,971                                     | 10.86%                                       | 2,900,947                    | 5.10%                        | Thiểu số                          |
| 1992                         | Ishida Kōshirō               | 24 / 252                     | 14 / 126                     | 6,415,503                                     | 14.27%                                       | 3,550,060                    | 7.82%                        | Thiểu số (đến năm 1993)           |
| 1992                         | Ishida Kōshirō               | 24 / 252                     | 14 / 126                     | 6,415,503                                     | 14.27%                                       | 3,550,060                    | 7.82%                        | Thiểu số cầm quyền (1993-1994)    |
| 1992                         | Ishida Kōshirō               | 24 / 252                     | 14 / 126                     | 6,415,503                                     | 14.27%                                       | 3,550,060                    | 7.82%                        | Thiểu số (từ năm 1994)            |
| Thời kỳ Công minh            |                              |                              |                              |                                               |                                              |                              |                              |                                   |
| 1995                         | Fujii Tomio                  | 11 / 252                     | 0 / 126                      | Không tham gia bầu cử                         | Không tham gia bầu cử                        | Không tham gia bầu cử        | Không tham gia bầu cử        | Thiểu số                          |
| 1998                         | Toshiko Hamayotsu            | 22 / 252                     | 9 / 126                      | 7,748,301                                     | 13.80%                                       | 1,843,479                    | 3.30%                        | Thiểu số (đến năm 1999)           |
| 1998                         | Toshiko Hamayotsu            | 22 / 252                     | 9 / 126                      | 7,748,301                                     | 13.80%                                       | 1,843,479                    | 3.30%                        | Đa số cầm quyền (từ năm 1999)     |
| Thời kỳ Tân Công minh đảng   |                              |                              |                              |                                               |                                              |                              |                              |                                   |
| 2001                         | Kanzaki Takenori             | 23 / 247                     | 13 / 121                     | 8,187,804                                     | 14.96%                                       | 3,468,664                    | 6.38%                        | Đa số cầm quyền                   |
| 2004                         | Kanzaki Takenori             | 24 / 242                     | 11 / 121                     | 8,621,265                                     | 15.41%                                       | 2,161,764                    | 3.85%                        | Đa số cầm quyền                   |
| 2007                         | Ota Akihiro                  | 20 / 242                     | 9 / 121                      | 7,765,329                                     | 13.18%                                       | 3,534,672                    | 5.96%                        | Thiểu số cầm quyền (đến năm 2009) |
| 2007                         | Ota Akihiro                  | 20 / 242                     | 9 / 121                      | 7,765,329                                     | 13.18%                                       | 3,534,672                    | 5.96%                        | Thiểu số (từ năm 2009)            |
| 2010                         | Yamaguchi Natsuo             | 19 / 242                     | 9 / 121                      | 7,639,432                                     | 13.07%                                       | 2,265,818                    | 3.88%                        | Thiểu số (đến năm 2012)           |
| 2010                         | Yamaguchi Natsuo             | 19 / 242                     | 9 / 121                      | 7,639,432                                     | 13.07%                                       | 2,265,818                    | 3.88%                        | Thiểu số cầm quyền (từ năm 2012)  |
| 2013                         | Yamaguchi Natsuo             | 20 / 242                     | 11 / 121                     | 7,568,082                                     | 14.22%                                       | 2,724,447                    | 5.13%                        | Đa số cầm quyền                   |
| Thời kỳ Đảng Công minh       |                              |                              |                              |                                               |                                              |                              |                              |                                   |
| 2016                         | Yamaguchi Natsuo             | 25 / 242                     | 14 / 121                     | 7,572,960                                     | 13.52%                                       | 4,263,422                    | 7.54%                        | Đa số cầm quyền                   |
| 2019                         | Yamaguchi Natsuo             | 28 / 245                     | 14 / 124                     | 6,536,336                                     | 13.05%                                       | 3,913,359                    | 7.77%                        | Đa số cầm quyền                   |
| 2022                         | Yamaguchi Natsuo             | 27 / 248                     | 13 / 125                     | 6,181,432                                     | 11.66%                                       | 3,600,490                    | 6.77%                        | Đa số cầm quyền                   |

## Văn học
- Ehrhardt, George, Axel Klein, Levi McLaughlin and Steven R. Reed (2014) (Eds.): Kōmeitō – Politics and Religion in Japan. Institute of East Asian Studies, University of California, Berkeley
- Fisker-Nielsen, Anne Mette (2012), Religion and Politics in Contemporary Japan: Soka Gakkai Youth and Komeito, Routledge